# Ушилу
Ушилу (или Эр Ушилу (полное тронное имя кит. трад. 烏師廬兒, упр. 乌师庐儿, пиньинь Wūshīlú'ér, коротко кит. трад. 兒, упр. 儿, пиньинь ér, личное имя кит. трад. 烏師廬, упр. 乌师庐, пиньинь Wūshīlú) — шаньюй хунну с 105 года до н. э. по 102 год до н. э.. Сын Увэя. Был «склонен к буйству и войне», удачно, но недолго воевал против У-ди.

## Правление
Вступив на престол, откочевал на северо-запад. Приказал переместить хуннские войска, направив их на западе против Цзюцзюаня и Дуньхуана, на востоке против Юньчжуна. Китай отправил два посольства: одно к шаньюю, другое к Чжуки-князю. Шаньюй приказал всех доставить к нему и догадался, что выражение соболезнований только прикрытие, а истинная цель — поссорить шаньюя с чжуки-князем. Все послы были задержаны.
У-ди отправил Ли Гуанли эршинского завоевать Давань, а инцзянь цзянцзюню Гань Суньао было приказано возвести пограничную крепость Шоусянчэн. Хунну ослабли из-за холода и падежа скота, и знать опасалась, что воинственный Ушилу начнёт войну не вовремя. Великий восточный Дуюй решил убить шаньюя и запросил поддержки у Китая. В 103 году У-ди отправил в Шоусянчэн Чжао Пону с 20 000 конницы. Пройдя 1000 км, войска узнали о раскрытии заговора и повернули обратно. Шаньюй казнил дуюя и направил 80 000 конницы против Пону, который был окружён в 200 км от Шоусянчэна. Корпус был истреблён, Чжао Пону пленён.
Ушилу пытался взять Шоусянчэн, но хунну не умели брать крепости, поэтому совершили набег по границам. В 102 Ушилу вновь осадил Шоусянчэн, но заболел и умер.